# Doddagula, Sira
Doddagula là một làng thuộc tehsil Sira, huyện Tumkur, bang Karnataka, Ấn Độ.